# Presidente Perón (partido)
Presidente Perón est un partido de la province de Buenos Aires fondé en 1993 dont la capitale est Guernica.

## Population
- Population 2001 : 60 191 habitants
- Population 2010 : 80 791 habitants